# Nina Simone Sings the Blues
 (mai 2020).
Albums de Nina Simone
High Priestess of Soul
(1967) Silk & Soul
(1967)
Nina Simone Sings the Blues est un album de la pianiste, chanteuse et compositrice de jazz américaine Nina Simone publié en 1967 sur le label RCA Victor.

## Présentation
Nina Simone Sings the Blues est enregistré à New York entre les mois de décembre 1966 et janvier 1967 et est distribué à partir du mois d'avril 1967.
Il s'agit du premier album de l'artiste sur ce label après avoir précédemment enregistré pour Colpix Records et Philips Records.
L'album est réédité en 2006 avec des titres bonus. Il est également réemballé en 1991 par RCA / Novus sous la forme d'une compilation de 17 titres sous le titre The Blues.

### Informations sur les morceaux
- My Man's Gone Now est tiré de l'opéra Porgy and Bess de George Gershwin.
- Backlash Blues est un des morceaux que Nina Simone a élevés au rang d'hymne des droits civiques. Les paroles ont été écrites par son ami, le poète Langston Hughes.
- I Want a Little Sugar in My Bowl est une reprise d'un morceau de Bessie Smith avec des paroles différentes.
- The House of the Rising Sun est une version accélérée d'un morceau précédemment enregistré sur l'album Nina at the Village Gate en 1962.

## Liste des titres
| A1. | Do I Move You?    | 2:47 |
| A2. | Day and Night     | 2:36 |
| A3. | In the Dark       | 2:58 |
| A4. | Real Real         | 2:22 |
| A5. | My Man's Gone Now | 4:17 |
| A6. | Backlash Blues    | 2:30 |

| B1. | I Want a Little Sugar in My Bowl | 2:33 |
| B2. | Buck                             | 1:53 |
| B3. | Since I Fell for You             | 2:53 |
| B4. | The House of the Rising Sun      | 3:54 |
| B5. | Blues for Mama                   | 3:58 |

| Titres bonus - Réédition CD (RCA Victor, États-Unis, 17 janvier 2006) | Titres bonus - Réédition CD (RCA Victor, États-Unis, 17 janvier 2006) | Titres bonus - Réédition CD (RCA Victor, États-Unis, 17 janvier 2006) | Titres bonus - Réédition CD (RCA Victor, États-Unis, 17 janvier 2006) | Titres bonus - Réédition CD (RCA Victor, États-Unis, 17 janvier 2006) | Titres bonus - Réédition CD (RCA Victor, États-Unis, 17 janvier 2006) | Titres bonus - Réédition CD (RCA Victor, États-Unis, 17 janvier 2006) | Titres bonus - Réédition CD (RCA Victor, États-Unis, 17 janvier 2006) | Titres bonus - Réédition CD (RCA Victor, États-Unis, 17 janvier 2006) | Titres bonus - Réédition CD (RCA Victor, États-Unis, 17 janvier 2006) |
| No                                                                    | Titre                                                                 | Durée                                                                 |                                                                       |                                                                       |                                                                       |                                                                       |                                                                       |                                                                       |                                                                       |
| --------------------------------------------------------------------- | --------------------------------------------------------------------- | --------------------------------------------------------------------- | --------------------------------------------------------------------- | --------------------------------------------------------------------- | --------------------------------------------------------------------- | --------------------------------------------------------------------- | --------------------------------------------------------------------- | --------------------------------------------------------------------- | --------------------------------------------------------------------- |
| 12.                                                                   | Do I Move You? (second version)                                       | 2:20                                                                  |                                                                       |                                                                       |                                                                       |                                                                       |                                                                       |                                                                       |                                                                       |
| 13.                                                                   | Whatever I Am (You Made Me)                                           | 3:03                                                                  |                                                                       |                                                                       |                                                                       |                                                                       |                                                                       |                                                                       |                                                                       |
| 38:02                                                                 |                                                                       |                                                                       |                                                                       |                                                                       |                                                                       |                                                                       |                                                                       |                                                                       |                                                                       |